# Cueva de Harrison
Cueva de Harrison (en inglés: Harrison's Cave) es una atracción turística en el país caribeño de Barbados, mencionada por primera vez en 1795. Los turistas pueden acceder al medio subterráneo en un tranvía.
Las cuevas fueron registradas por primera vez en documentos históricos en 1795. Durante casi 200 años fueron olvidadas. En 1976 el espeleólogo danés Ole Sørensen, junto con un experto de Barbados, Tony Mason las redescubieron.
Las cuevas se abrieron como una atracción turística en el año 1981. Las cuevas permiten a los visitantes ver algunas de las más bellas características naturales geológicas de Barbados. Ahora es uno de los atractivos número uno de Barbados. Las cuevas fueron creadas de forma natural por la erosión del agua a través de la roca caliza.